# Wolinella
Wolinella succinogenes, ein gramnegatives Bakterium das aus dem Pansen von Rindern isoliert wurde, gehört zur Klasse der Epsilonproteobakterien, welche auch die wichtigen humanpathogenen Bakterien Helicobacter pylori und Campylobacter jejuni enthält. Während die chronische Besiedlung mit H. pylori Magengeschwüre und Magenkrebs auslösen kann und C. jejuni einen sehr häufigen Erreger von Gastroenteritis darstellt, erscheint die Besiedlung durch W. succinogenes bei seinem Wirtsorganismus keinerlei pathogene Erscheinungen auszulösen. W. succinogenes wird daher als vollkommen harmloser Bestandteil der normalen Bakterienflora des Pansens angesehen und eignet sich daher auch als Modellorganismus zur Untersuchung von Stoffwechselwegen innerhalb des Stickstoff- und Schwefelkreislaufes im Labor.

## Genomforschung
Aus der im Jahr 2003 von Stephan C. Schuster und Kollegen publizierten Genomsequenz von W. succinogenes wurden wesentliche neue Einsichten bezüglich der Genomstruktur, der Physiologie und der Genregulation dieses Bakteriums abgeleitet. Das Genom umfasst 2110355 Basenpaare mit einem GC-Gehalt von 48,5 %, die für insgesamt 2046 mögliche Proteine kodieren. Unter diesen befinden sich 23 Protein-kodierende Gene, welche Häm c-Bindemotive aufweisen und somit nach Expression als Cytochrome fungieren können.  Neben 17 kompletten oder partiellen IS-Elementen wurden im Genom auch mehrere Genomische Inseln gefunden, die sich in ihrem GC-Gehalt vom Rest des Genoms unterscheiden und vermutlich erst in der jüngeren Vergangenheit über lateralen Gentransfer in das Genom integriert wurden.

## Metabolische Versatilität
W. succinogenes ist in der Lage, eine Vielzahl von unterschiedlichen anorganischen Substanzen für seine Energiegewinnung durch Respiration zu nutzen, darunter Nitrat, Nitrit (Umweltgift), Fumarsäure, Sulfit (saurer Regen) und Lachgas (Treibhausgas). Mit diesen Enzymkomplexen kann die Möglichkeit einer biologischen Entfernung besagter Substanzen untersucht werden. Darüber hinaus ist W. succinogenes nicht zur Fermentation fähig und kann so während der Respiration nicht durch andere Quellen Energie bzw. ATP zu gewinnen. Daher eignet sich dieses Bakterium für die isolierte Untersuchung der Bioenergetik unter Respiration einer der genannten Substanzen.

## Produktion von Multihäm-Cytochromen
Für die Produktion von Proteinen wird in der Biotechnologie häufig Escherichia coli genutzt, welcher in einer Kultur zu hoher Dichte anwachsen kann, relativ robust ist und eine Vielzahl von Proteinen heterolog in hoher Menge produzieren kann. In den letzten Jahren wird die Proteinklasse der Multihäm-Cytochrom c-Enzyme für die Biotechnologie erschlossen, welche in E. coli allerdings nur anaerob oder mit zusätzlichen Plasmiden produziert werden können. Selbst unter diesen Bedingungen kann die Bildung von vollständig mit Häm-Gruppen beladenen und so erst funktionalem Enzym nicht garantiert werden. In W. succinogenes werden viele Stoffwechselreaktionen durch Multihäm-Cytochrome katalysiert, weswegen es konstant Systeme zur Häm-Synthese sowie zum Einbau dieser in Proteine besitzt. Enzyme mit bis zu 10 Hämgruppen können mit diesem Organismus für die spätere Charakterisierung produziert werden.